# قيصر (لعبة فيديو)
قيصر(بالإنجليزية: Caesar (video game))هي لعبة من نوع بناء مدن، صدرت في 12 أكتوبر 1992 على منصة أميغا، أتاري إس تي، دوس.